# Hillman Imp
 (avril 2023).
Si vous disposez d'ouvrages ou d'articles de référence ou si vous connaissez des sites web de qualité traitant du thème abordé ici, merci de compléter l'article en donnant les références utiles à sa vérifiabilité et en les liant à la section « Notes et références ».
 (avril 2023).
Le contenu est difficilement compréhensible vu les erreurs de traduction, qui sont peut-être dues à l'utilisation d'un logiciel de traduction automatique.
La Hillman Imp est une petite voiture économique produite par le Groupe Rootes et son successeur Chrysler Europe sous la marque Hillman entre 1963 et 1976. Révélée le 3 mai 1963, après beaucoup de publicité, elle fut la première voiture de masse avec bloc moteur et culasse en fonte d'aluminium.
Concurrente directe de la BMC Mini lancée 4 ans plus tôt, ses concepteurs ont cherché à maximiser son habitabilité en adoptant une architecture à moteur arrière et roues motrices arrière, ce qui éliminait l'arbre de transmission et son tunnel de servitude et libérait plus de place pour les passagers et les bagages à la fois à l'arrière et à l'avant de la voiture. Elle avait une lunette arrière ouvrable permettant d'embarquer facilement des bagages sur le siège arrière dont le dossier est rabattable.
En plus de son moteur en aluminium, elle fut la première automobile britannique produite en masse à avoir le moteur à l'arrière et la première voiture à utiliser un embrayage à diaphragme à ressort. L'unité de synchronisation baulk-ring pour le transaxe boîte-pont est compensé par la vitesse de l'engin et de l'arbre avant l'engagement, problème dont la Mini avait souffert lors de ses premières années de production.
Elle intégra de nombreux éléments de design rares dans les voitures avant la fin des années 1970, comme une banquette arrière rabattable, le starter automatique et les jauges de température, de tension et de pression d'huile.

## Histoire
Cette petite voiture légère fut conçue pour le Groupe Rootes par Michael Parkes (qui devint plus tard pilote de Formule Un) et Tim Fry. Elle était fabriquée dans l'usine de Linwood en Écosse, construite dans ce but. Hillman proposait aussi une série de variations, principalement un break (le Husky), un van et un coupé.
L'Imp a gagné une réputation comme voiture de rallye à succès lorsque Rosemary Smith a remporté le Rallye des Tulipes en 1965, ce qui conduisit le Groupe Rootes à produire une version spéciale rallye de l'Imp commercialisées par Hillman et Singer, connues comme l'Imp Rallye. En 1966, Rosemary Smith, après avoir remporté la Coupe des Dames, a été disqualifiée en vertu d'une décision controversée qui concerne les phares de son Imp. L'Imp a été également couronnée de succès dans les courses de voitures de tourisme, lorsque Bill McGovern a remporté les Championnats Britanniques de Voitures de Tourisme en 1970, 1971 et 1972.
Elle a été considérée par certains comme avancée pour l'époque, avec ses diverses fonctionnalités innovantes et davantage de technique que d'autres voitures. Mais des problèmes de fiabilité ont nui à sa réputation, ce qui a conduit le Groupe Rootes à finalement être repris par Chrysler Europe en 1967. L'Imp est restée en production jusqu'en 1976, il s'en est vendu un peu moins d'un demi-million d'unités en 13 ans.

## Moteur

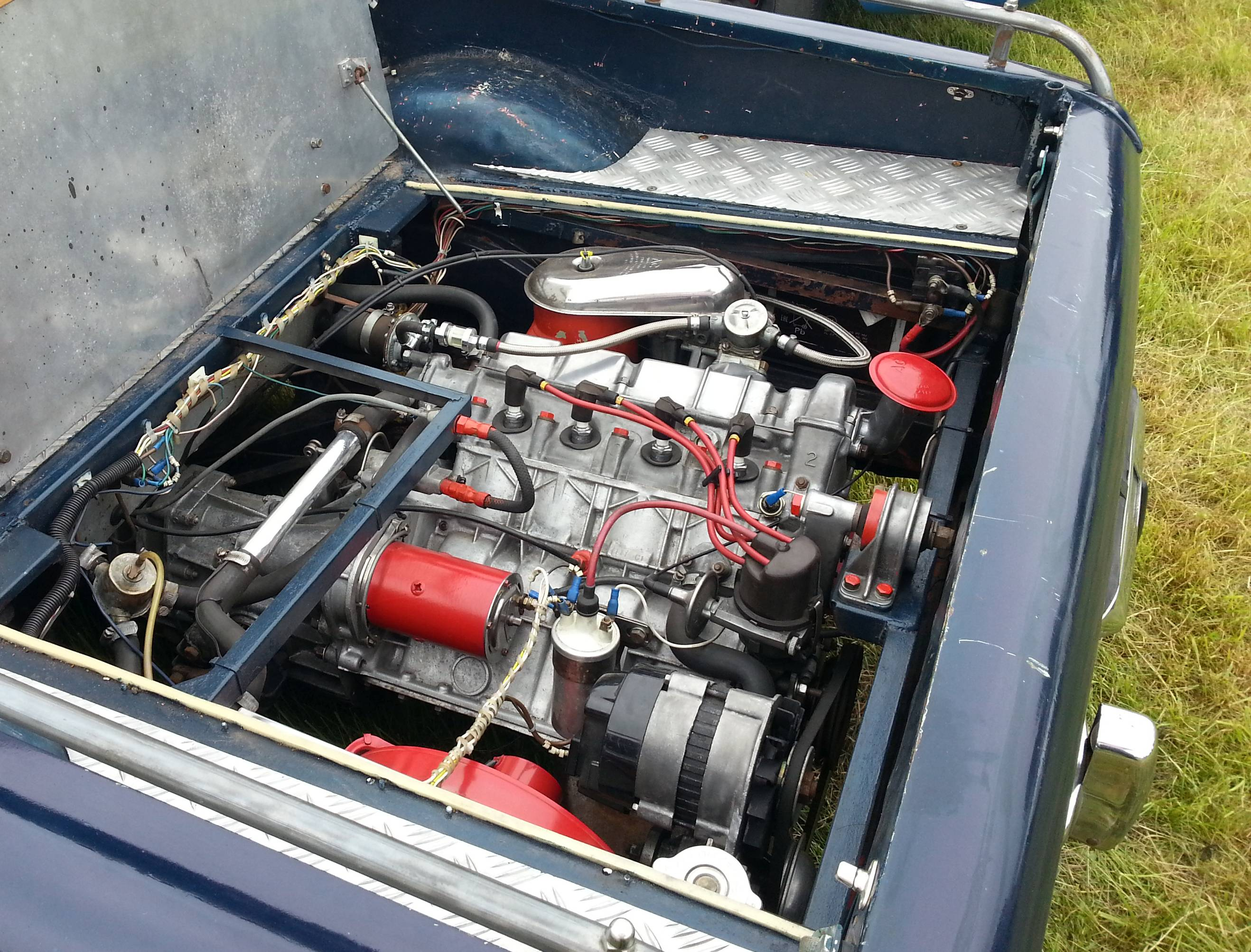
Moteur d'une Imp.

L'Imp utilise un moteur de 875 cm3 tout-aluminium, adapté par Rootes à partir d'un Coventry Climax FWMA qui a connu quelques succès en courses, mais sensiblement différent dans des domaines tels que la conception de la culasse. Ce moteur est monté derrière les roues arrière motrices et est incliné à plus de 45°, gardant le centre de gravité bas pour optimiser la tenue de route.

## Manipulation
Comme rapporté dans des essais tels que "the Practical Car and Driver", les voitures à moteur arrière souffrent généralement d'un survirage caractéristique, et pour contrecarrer autant que possible, l'Imp a un demi-bras de suspension arrière indépendante. Cette solution relativement coûteuse et sophistiquée, atypique dans la conception de petites voitures à l'époque, fut adoptée sur l'insistance des concepteurs, après de longs essais d'une Chevrolet Corvair équipée d'essieux pendulaires. Pour atteindre l'équilibre en virage rapide, l'Imp utilise un essieu oscillant à la géométrie avant, mais cela la conduisit tout d'abord à trop de sous-virage et le carrossage a ensuite été réduit par l'abaissement des points de pivot. Rootes se reposa sur une équipe dirigée par deux jeunes créateurs, Tim Fry et Mike Parkes, qui ont reçu carte blanche pour créer une petite voiture qui cadrerait bien dans la gamme Rootes, qui se concentrait alors sur les produits dérivés de la Hillman Minx.

## Variantes et "ingénierie de marque"
Au cours de la vie de la voiture, Rootes (et, plus tard, Chrysler Royaume-Uni) a produit quatre styles de carrosserie. La berline originale fut introduite en mai 1963 et a continué jusqu'à la fin de la production en 1976. Elle a une lunette arrière ouvrante, au point de devenir un des premiers hayons. L'ouverture de la fenêtre arrière est destiné à rendre plus facile le chargement derrière la banquette arrière  rabattable. Le fait que la banquette arrière soit rabattable est déjà une innovation de conception inhabituelle pour les petites voitures, étant le plus souvent associée aux breaks haut de gamme. En 1965, un van badgé "Commer Imp" a été introduit. Un coupé, l'Imp Californian, a été introduit en 1967, pendant que le van était utilisé pour créer un break, nommé "Hillman Husky". Plusieurs prototypes de breaks ont été développés sur base de la Imp rallongée, mais n'ont jamais été proposés au public. Les acheteurs de break devaient se contenter d'un van dérivé de la voiture avec un style un peu inhabituel. Le van et le break ont cessé d'être produits en 1970.
Dans une tentative d'intéresser un public plus large alors que les chiffres de vente tournaient bien en deçà des 100.000 voitures par an prévues, plusieurs produits dérivés, tels que le modèle de luxe, la Singer Chamois (lancée en octobre 1964), et la Sunbeam Sport (lancée en octobre 1966), avec un moteur plus puissant à double carburateur, ont été proposés avec différents degrés de succès. Pour des raisons de marketing, les variantes Singer furent vendues comme des Sunbeam dans de nombreux marchés à l'exportation, même avant le mois de mai 1970, lorsque la marque Singer fut abandonnée complètement par Chrysler Royaume-Uni. Dans certains pays, comme la France, le nom "Sunbeam" a été utilisé sur toutes les voitures Britanniques Rootes, y compris l'Imp et le Husky.
La carrosserie du coupé est similaire à celle de la berline, mais dispose de pare-brise et de lunette arrière plus inclinés qui, contrairement à celle de la berline, ne peut pas être ouverte. La tentative d'un design plus sportif ne se traduit pas par une meilleure accélération ni une meilleure vitesse de pointe dans les chiffres mais l'aérodynamisme est légèrement amélioré. Le nouveau style de carrosserie a fait sa première apparition au salon de Paris en octobre 1967, avec l'introduction de la sportive Sunbeam Stiletto. Le coupé est aussi apparu, avec des moteurs moins puissants, dans la Hillman Imp Californian annoncée en janvier 1967 et la plus luxueuse Singer Chamois coupé.

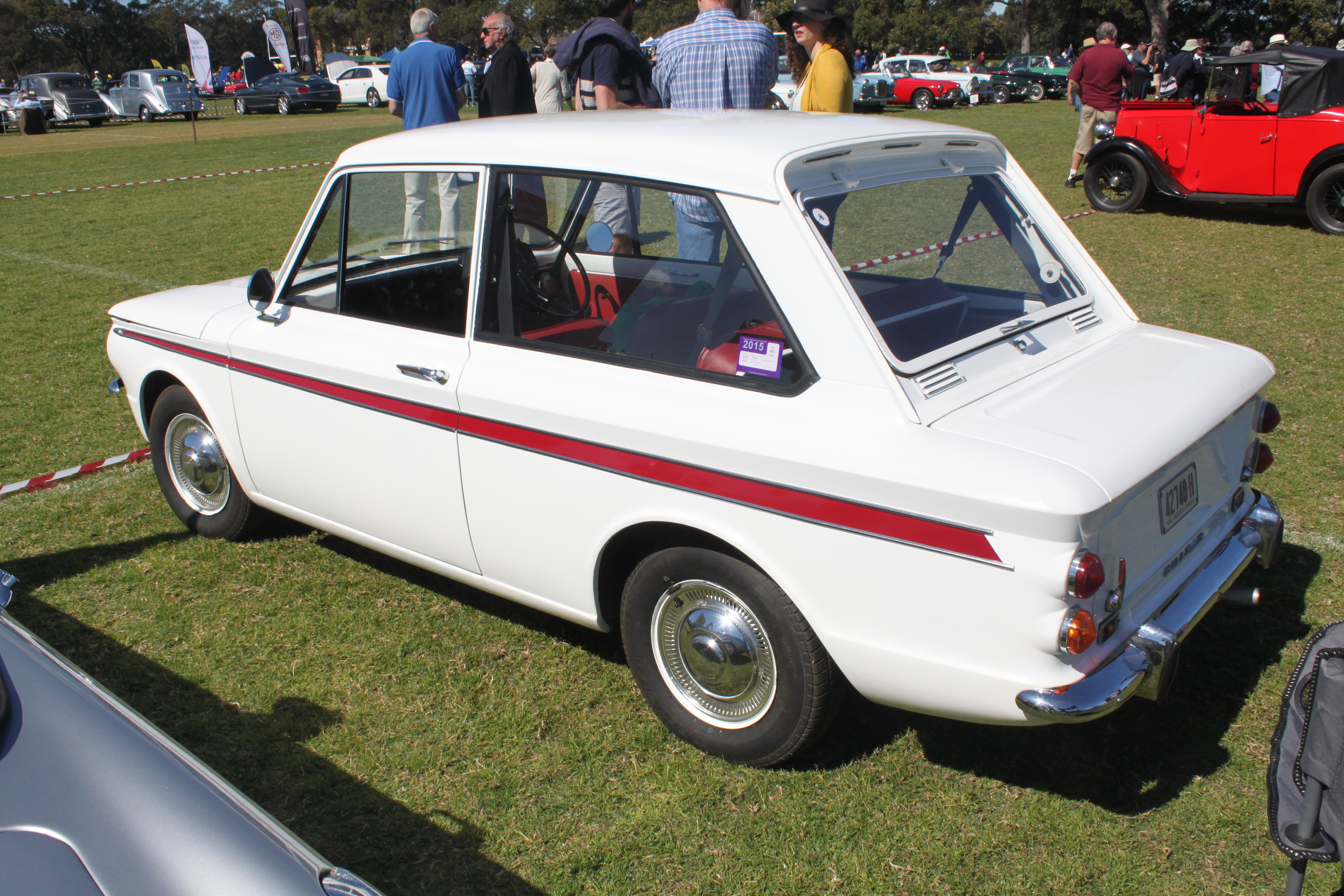
La Imp originale de 1963.
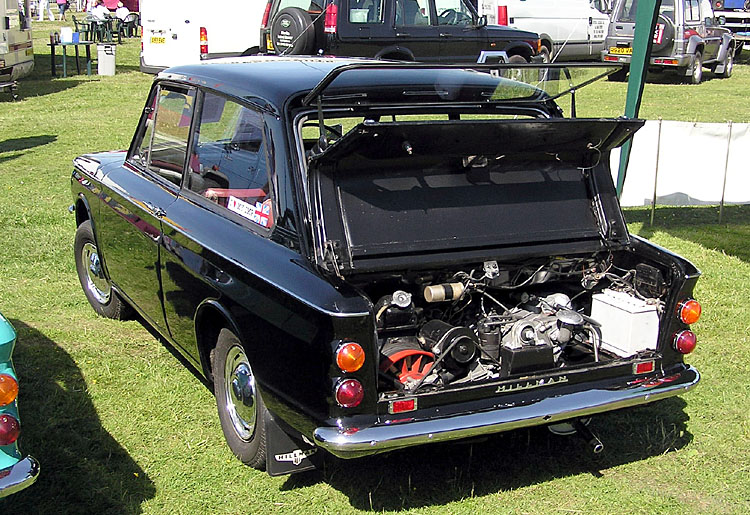
Hillman Imp, avec le capot moteur et la lunette arrière levée.
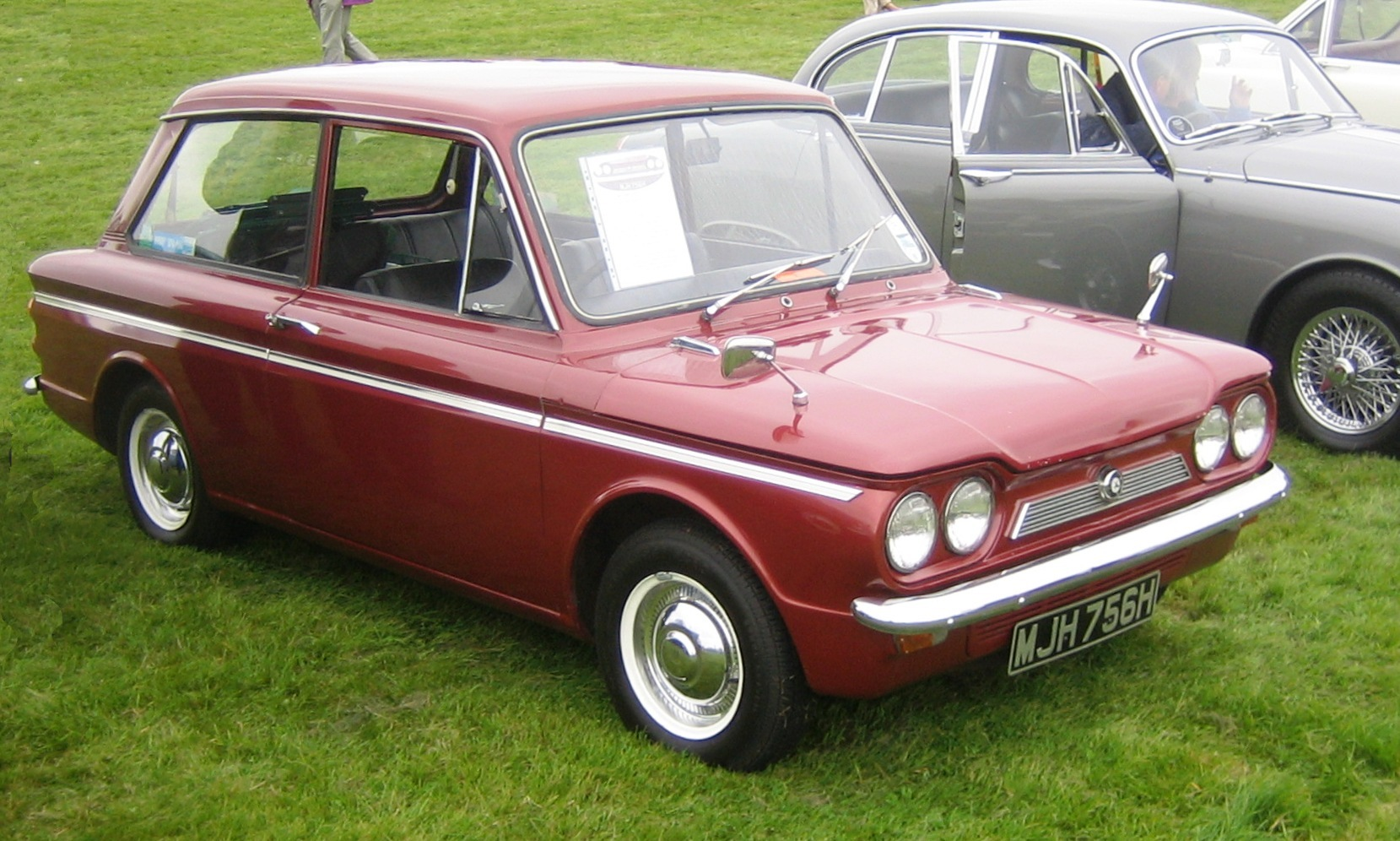
La version Singer Chamois avait des fonctionnalités supplémentaires, incluant une fausse calandre et, à partir d'octobre 1969, des double phares.
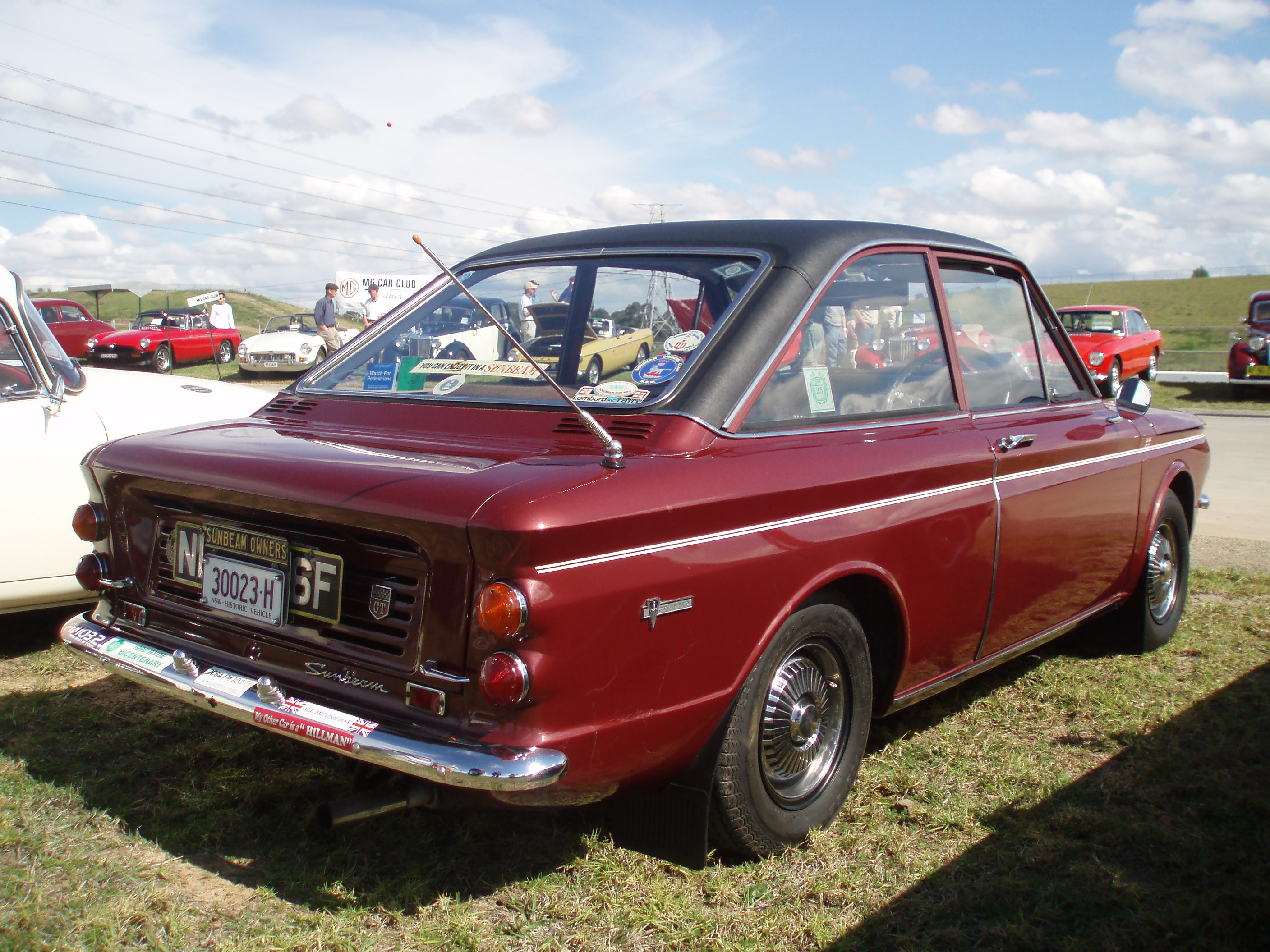
Des variantes "Coupé", commercialisées comme Hillman Imp Californian, Sunbeam Stiletto (photo ci-dessus) et Singer Chamois Coupé, présentaient une vitre arrière plus fortement inclinée qui ne pouvait pas s'ouvrir.
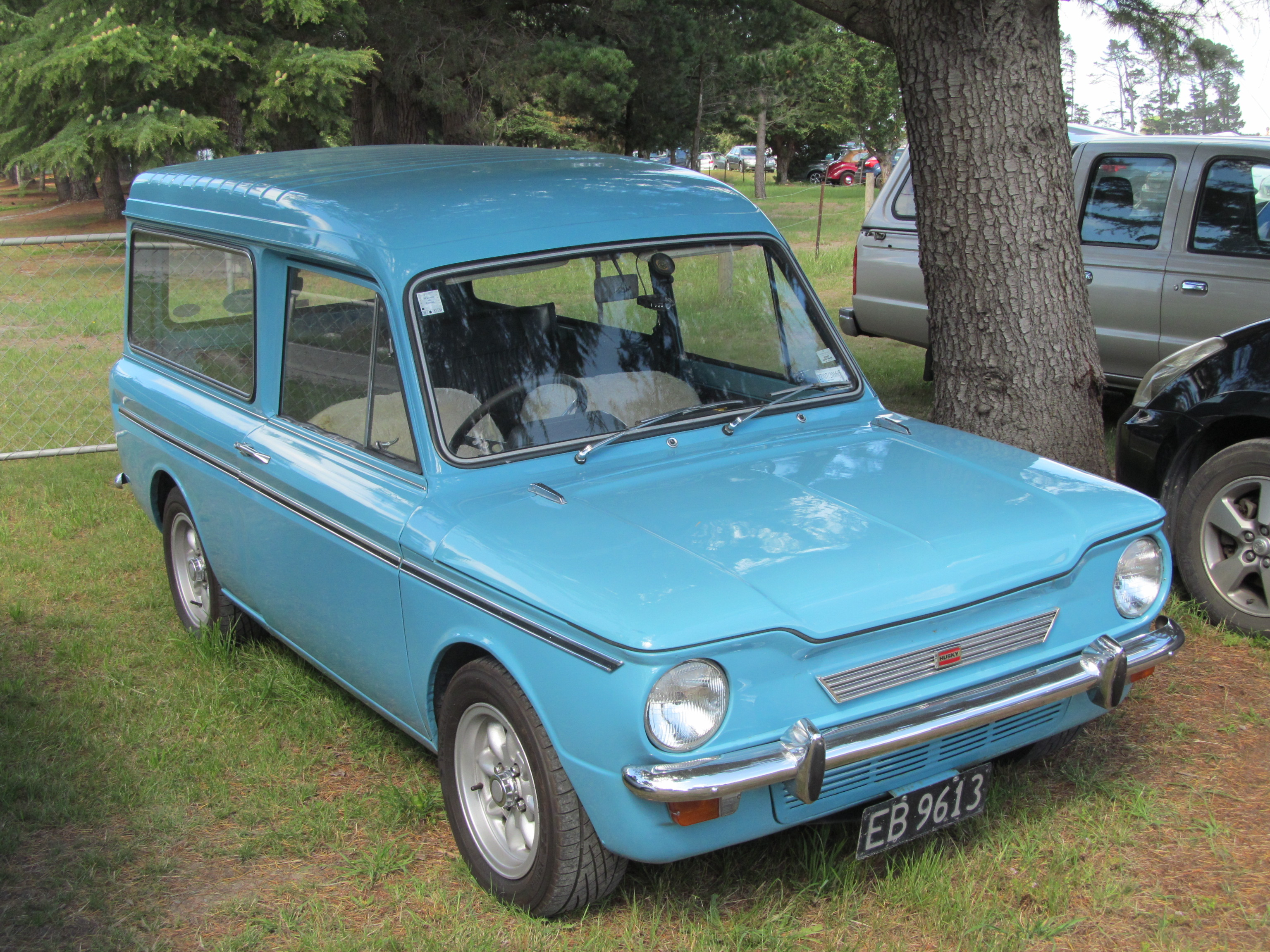
une Hillman Husky, le break de 1968.

## L'usine de Linwood
La Imp a été un énorme et coûteux acte de foi pour Rootes. La société n'avait pas d'expérience récente de construction de petites voitures, même si elle avait commencé comme constructeur automobile en offrant la petite Hillman Minx en 1931. Cependant, la Minx connaissait depuis une croissance plus grande, et au moment de l'introduction de la Imp, elle était bien établie comme voiture familiale de taille moyenne. Pour la Imp, Rootes est un pionnier de l'utilisation d'un bloc-moteur en aluminium pour une production de masse de voitures. Ce processus s'est avéré plus compliqué que la simple substitution d'une conception en fonte d'acier par une fonte d'aluminium. Rootes devait construire une nouvelle usine d'assemblage informatisée dans la banlieue de Glasgow, à Linwood, pour assembler la Imp. La politique d'assistance régionale du Gouvernement du Royaume-Uni a fourni des subventions financières pour que le Groupe Rootes puisse apporter environ 6.000 emplois dans la région. Linwood était devenue une zone de chômage élevé en raison de licenciements dans l'industrie de la construction navale en déclin sur la Rivière Clyde toute proche. L'investissement a également inclus une usine de coulée sous pression des carters moteurs en aluminium, et d'une participation dans une nouvelle usine Pressed Steel, qui a fabriqué toutes les pièces de carrosserie de la nouvelle voiture. L'emplacement de l'usine conduit à d'importants problèmes de logistique pour le processus de fabrication. Linwood étant à plus de 300 milles (482,8032 km) à l'écart de la principale usine Rootes de Ryton-on-Dunsmore, les moulages de moteur réalisés à Linwood devaient être envoyés à Ryton pour être usinés et assemblés, puis renvoyés pour être montés dans les voitures – 600 mille (970 km) aller-retour. Cela a généré un horaire de trains complexe déplaçant les voitures terminées et les premières coulées vers le sud, et les trains chargés avec des ensembles moteur – boîte de vitesses assemblés et de nombreux autres éléments provenant de Ryton vers le nord. Pour aider à équilibrer les coûts de logistique de cette opération, les pressages de carrosseries de la Hillman Avenger ont également été faits à Linwood, mais transportés vers le sud à Ryton sur les trains de  composants. Ce calendrier est resté en vigueur pendant toute la durée de la production de l'Imp à Linwood.[réf. nécessaire]
La main-d'œuvre locale de l'ouest de l'Écosse, recrutée principalement dans l'industrie de la construction navale, n'a pas apporté les différentes compétences nécessaires à l'assemblage de véhicules automobiles, et la qualité de fabrication et la fiabilité de l'Imp en ont subi les conséquences (bien des années plus tard, Alfa Romeo souffrira des mêmes problèmes avec la création d'Alfasud à Naples, une production satellite de l'Alfa Nord de Milan). Cependant, les relations industrielles ont également été un problème dans la production. Les conflits de travail et la grève devinrent des phénomènes réguliers, comme ce fut le cas dans de nombreuses parties de l'industrie britannique dans les années 1960 et 70.

## Marketing
Initialement, la Imp était vue par Rootes comme éventuelle deuxième voiture pour les familles ayant les moyens de l'acquérir. Dans cet esprit, c'était un peu révolutionnaire de proposer une petite voiture avec des caractéristiques au-dessus de la moyenne. Par après, le concept a évolué vers une sorte de voiture ultra-économique avec des caractéristiques de conception bon marché et mal exécutées, comme pour un véhicule utilitaire, puisqu'une partie des marques de l'Europe de l'Est de l'époque, comme Skoda et plus tard Lada, étaient de relativement peu coûteuses voitures économiques, se révélaient populaires auprès des consommateurs britanniques. À un moment, la Hillman Imp de base était la voiture neuve la moins chère sur le marché Britannique, ce qui a amélioré de faibles chiffres de ventes pendant un temps.

## Révisions au cours de la durée de vie du modèle
Au lancement, la conception innovante de la Imp a été sous-développée, en partie dû à la pression du Royaume-Uni pour démarrer rapidement la production en réponse aux pertes d'emplois dans la construction navale. Les problèmes de mécanique et de système de refroidissement, étaient monnaie courante dans les premières voitures. À la fin de 1965, une révision majeure de l'Imp a été introduite, fractionnant la marque en voitures Mk I et Mk II. La Imp Mk I avait une commande des gaz pneumatique et un starter automatique, qui tous deux ont été remplacés par des articles plus classiques sur la Mk II. La Mk II avait aussi amélioré la géométrie de la suspension avant et plusieurs garnitures et autres modifications de détail. Bien que la voiture fut constamment améliorée au cours de son cycle de production, il n'y eut aucun autre changement aussi important que celui de 1965.
Une nouvelle mise à niveau a eu lieu en 1968. Le tableau de bord et le volant ont été redessinés. Le grand compteur de vitesse précédemment positionné derrière le volant, a été remplacé par une ligne horizontale de quatre cadrans circulaires affichant divers détails et complexités selon le modèle spécifié. Le compteur de vitesse, auparavant du côté droit du cadran, était maintenant à côté du conducteur offrant une visibilité normale, tandis qu'une manette multi-fonctionnelle sur le côté droit de la colonne de direction, remplaçait les deux manettes de commande qui se trouvaient directement derrière le volant, une de chaque côté. Les premières Imp avaient été félicitées pour la bonne ergonomie et la qualité de leur tableau de bord, et ce remplacement reflète des tendances similaires dans d'autres véhicules neufs et modifiés du Royaume-Uni à l'heure de la "rationalisation de la production". Sur l'Imp, l'arrangement plus moderne a été vu par certains comme une occasion manquée.

## Popularité
Les problèmes initiaux ont endommagé la réputation de l'Imp et la popularité s'est apaisée. La moitié de l'ensemble de la production se fit lors des premières trois années. Elle s'est encore vendue grâce à son prix compétitif, son style distinctif, et des coûts de fonctionnement réduits, mais les ventes n'ont jamais atteint les attentes pour ce qui était devenu une très compétente petite voiture. Un autre problème qui a contribué à la réputation de mauvaise fiabilité a été le manque de compréhension des besoins de maintenance de moteurs en alliage par les propriétaires et les professionnels de l'automobile dans les années 1960. Régulièrement, des problèmes dans les accouplements Giubo sont survenus. Elle a finalement été éclipsée en popularité par la Mini.

## Rootes, Chrysler et fin de la production
La énormes investissements de la société Rootes dans les Imp et l'usine de production de Linwood a été un facteur important de la disparition du Groupe Rootes. L'échec commercial de l'Imp ajouta des pertes importantes subies par Rootes, bien que les principales raisons de ces pertes fussent des conflits sociaux non résolus, et les effets de la liaison avec la Chrysler Corporation des États-Unis. Le lien a été initié par lord (William) Rootes en 1964 sous forme de partenariat, mais il est mort en octobre de la même année et, en 1967, la société avait été rachetée par Chrysler, pour faire partie de Chrysler Europe. Un an plus tard, avant le salon de l'auto de Londres de 1968, les prix de vente conseillés de la plupart des modèles Imp ont été réduits sur le marché intérieur de plus de quatre pour cent, en dépit de l'inflation générale des prix affectant le Royaume-Uni. L'intendance de Chrysler fut accusée par certains de la fin de l'Imp en mars 1976, [réf. nécessaire] après moins de 500 000 exemplaires construits, mais l'ensemble de l'opération Chrysler Europe n'a pas été un succès et deux ans plus tard, elle est devenue une partie de Peugeot. La Imp a été l'une des voitures de Grande-Bretagne avec la plus longue production de 13 ans, en dépit de la baisse des ventes dans ses dernières années. Sa place dans la gamme Chrysler Royaume-Uni a été prise l'année suivante par la Chrysler Sunbeam, une trois-portes à hayon basée sur l'Avenger à roues arrière motrices. Les deux voitures ont continué à être produites à l'usine de Linwood jusqu'à sa fermeture en 1981, juste après 18 ans d'utilisation.
L'usine d'assemblage de Ryton resta en opération jusqu'en décembre 2006, lorsque la production de la Peugeot 206 passa en Slovaquie.

## Production
Environ un demi-million de véhicules, la moitié de ce chiffre étant réalisée durant les trois premières années de production, ont été fabriquées. L'Imp utilisa un dérivé du moteur Coventry Climax FWMA alors que les voitures Lotus utilisaient un moteur FWMC qui avait une tout autre culasse.

## Assemblages à l'étranger
Des voitures en Pièces détachées ont été exportées pour assemblage en Australie, au Costa Rica, en Irlande, en Malaisie, à Malte, en Nouvelle-Zélande, aux Philippines, au Portugal, en Afrique du Sud, en Uruguay et au Venezuela. En Nouvelle-Zélande les voitures ont été assemblées comme des Hillman par l'importateur Chrysler/Hillman Todd Motors à partir de 1964 pour plusieurs années. Le modèle revint, cette fois sous la forme de Sunbeam quatre phares avec le nouveau tableau de bord, dans les années 1970, mais a été proposé seulement deux années de plus.

## Imp variantes
- Hillman Imp Mark I (1963-65)

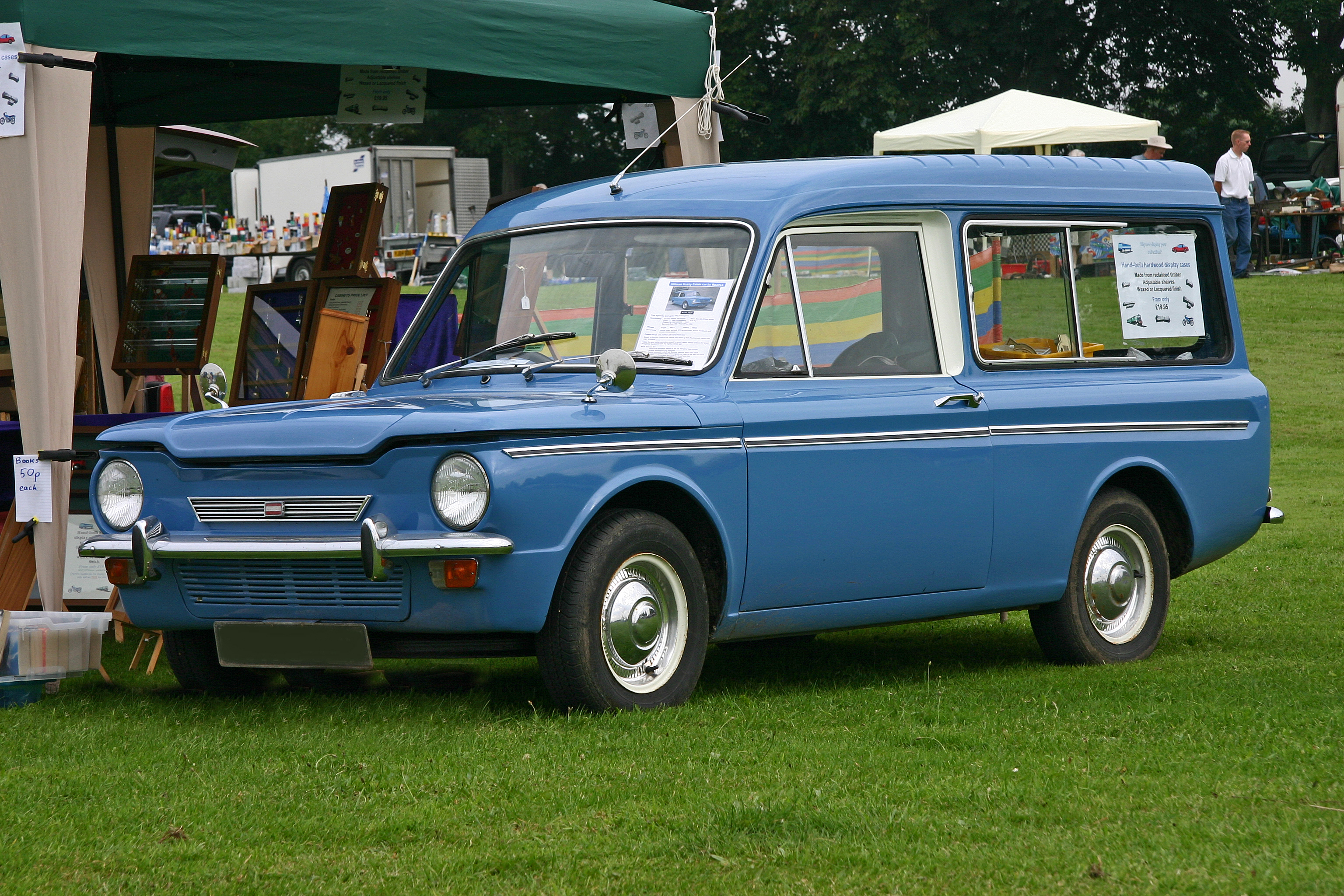
Le nom Hillman Husky a été ressuscité en 1967 pour un break base sur l'Imp.

- Hillman Imp de Luxe Mark I et Mark II (1963-68)
- Hillman Super Imp (1965-74)
- Hillman Imp (1968-76)
- Hillman GT [17] (1967–?) développé par Chrysler en Australie à partir de la Chanteuse Chamois Sport, il n'a jamais été badgés ni officiellement dénommé le "Hillman Imp GT" [18]
- Hillman Imp Californien (19-1970) coupé et fastback saloon versions
- Hillman Husky (1967-70) version break de la Imp
- Commer Imp Van (1965-68) [19]
- Hillman Imp Van (1968-70)
- Hillman Imp-Caledonian (édition limitée du modèle avec des accessoires supplémentaires et disponible sur les modèles Super et De luxe)
- Singer Chamois Mark I, Mark II, (1964-70)
- Singer Chamois Rallye (1965-68?)[20] (rallye de conversion avec le tableau de bord unique, des caractéristiques de luxe et l'augmentation de la taille du moteur de 998 cm3)
- Singer Chamois Sport, et Coupé (1967-70)
- Sunbeam Imp Sport (1966-70)
- Sunbeam Sport (1970-76) [21]
- Sunbeam Chamois (marchés d'exportation à l'extérieur du Royaume-Uni uniquement) [22]
- Sunbeam Stiletto (1967-72)
- Sunbeam Californian
- Sunbeam Imp Basic (Amérique Du Nord)
- Sunbeam Imp De Luxe Mark I et Mark II (Amérique du Nord)

## Voitures utilisant des mécaniques Imp
- BS Nymph
- Clan Crusader
- Ginetta Cars G15
- Davrian
- Bond 875 & variantes
- Siva Llama
- Beach Mk4
- Concept Centaur GT

## Imp dans le sport automobile
Le moteur se révéla souple et très facile à régler. La conception à arbre à cames en tête signifie que la culasse pouvait être coulée et améliorée pour permettre au moteur de fonctionner à des vitesses élevées. Des améliorations de puissance pouvaient être obtenues par le remplacement du silencieux standard par un qui entrave moins le débit des gaz d'échappement, et en installant de meilleurs carburateurs. Cependant, dans l'adaptation des méthodes de production  de masse modernes, Rootes avait fragilisé le moteur par rapport au Coventry Climax dont il dérivait.
L'Imp connut un modeste succès dans les rallyes de club et internationaux. Rootes introduisit une homologation spéciale appelée la Rallye Imp en 1964. Elle comportait beaucoup de modifications par rapport au modèle standard, le plus important étant un moteur élargi à 998 cm3. Les grands succès pour ce modèle incluent le Tulip Rallye 1965, dans lequel les Imp d'usine de Rosemary Smith et "Tiny" Lewis terminèrent première et deuxième au classement général.

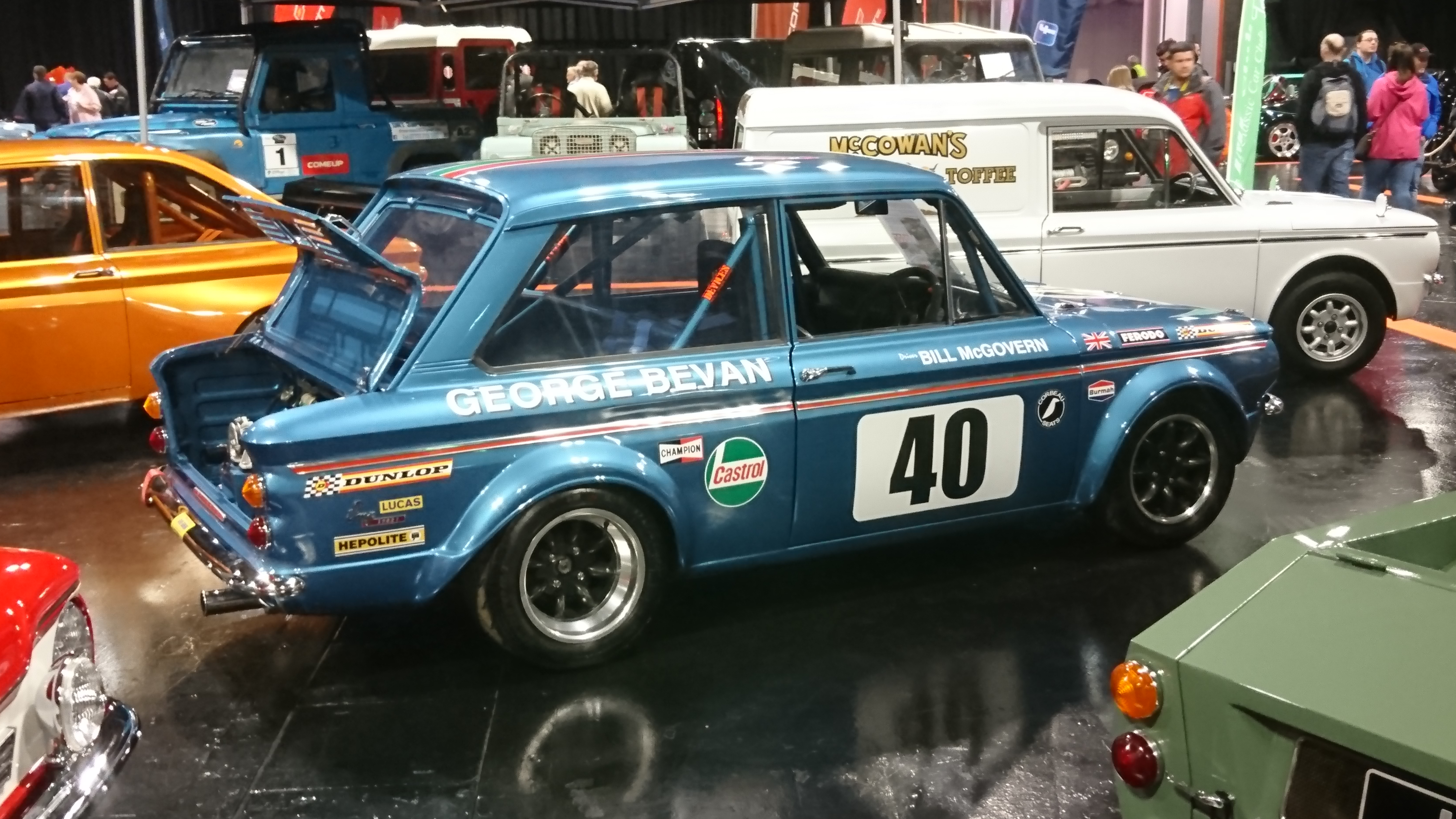
L'Imp de compétition de Bill McGovern.

Les Imp furent aussi des voitures de course. L'équipe privée de George Bevan a dominé le "British Saloon Car Championship" (plus tard connu comme British Touring car Championship) au début des années 1970. Piloté par Bill McGovern, la Bevan Sunbeam Imp a remporté le championnat en 1970, 1971 et 1972, avec peu de soutien de l'usine.
Au Royaume-Uni, dans les courses de club, les variantes de l'Imp devinrent un grand succès dans la catégorie des berlines de moins de 1 000 cm3. De notables représentants de l'Imp dans la course comprennent Ian Forrest, Harry Simpson, Ricky Gauld, John Homewood, Roger Nathan, Gerry Birrell, Ray Payne et Chris Troc. À ce jour, des Imp sont toujours alignées en compétitions historiques dans des rassemblements au Royaume-Uni, la voiture terminant souvent sur le podium du HRCR Clubmans Rallye Championship.
La Imp a également couru et dans d'autres parties du monde, notamment en Asie, où les conducteurs, y compris Andrew Bryson et Pardaman Singh ont régulièrement gagné dans la catégories berlines dans les années 1980.
Le moteur de 998 cm3 de l'Imp a également été utilisé dans des courses de side-cars (trois roues) dans les années 1970 et 1980. Les systèmes d'échappement ont été naturellement construit sur mesure. Les moteurs se présentaient souvent dans la version Twin Weber twin-choke. Un certain nombre d'équipes de sidecars ont aligné des machines équipées de moteurs Imp aux courses du Tourist Trophy de l'île de Man,, le meilleur résultat étant Roy Hanks en onzième place au TT Sidecar 1 000 cm3 de  1976. Des véhicules à moteur Imp sont encore régulièrement champions dans la course automobile classique.
Andy Chesman a remporté le championnat Mondial d'Hydroplane en 1972 à l'aide d'un moteur Imp. Il a acheté une entreprise spécialisée dans les moteurs Imp, Greetham Engineering, et a conçu un cale tête pour augmenter la puissance du moteur de 998 cm3 à 125 ch avec double carburateurs Weber 40DCOE. Il a également équipé d'une entretoise le dessus du bloc pour accueillir des chemises plus longues, augmentant la cylindrée à 1 220 cm3. À la semaine d'enregistrements des records au Lac Windermere parrainée par BP en octobre 1972, il a poussé le record de classe R1 sur l'eau à 143 km/h. Il a été tué en 1998 dans un accident de bateau "power-boat", détenant toujours le record.